# 물대포

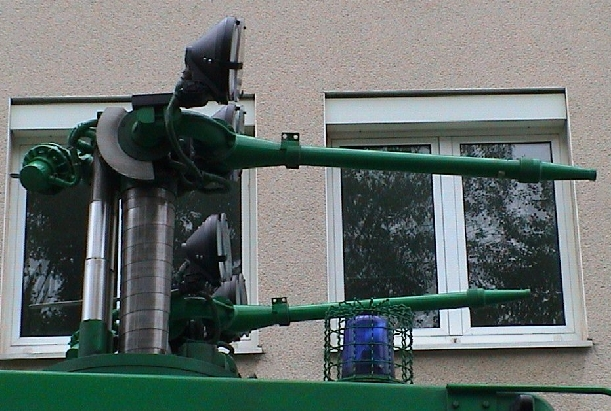
독일의 경찰 차량에 설치된 물대포

물대포(물大砲)는 높은 압력의 물을 뿌리는 장치이다. 화재를 막는 소방을 위해, 또는 경찰이 시위나 다중범죄를 진압하기 위해 쓰인다. 방수포(放水砲), 물포(-砲)라고도 한다.

## 용도

### 소방용
물대포는 본래 선박이나 물가의 건물에 난 불을 끄기 위한 소방선을 위해 고안되었다.

### 진압용

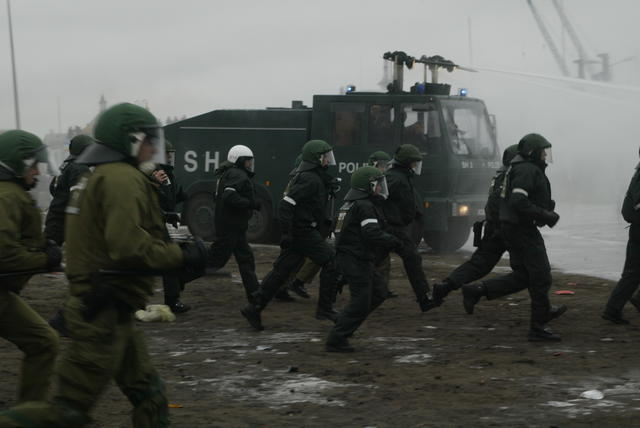
2007년 독일의 하일리겐담에서 열린 G8 정상 회담 중. 경찰이 시위대에게 물대포를 쏘고 있다.

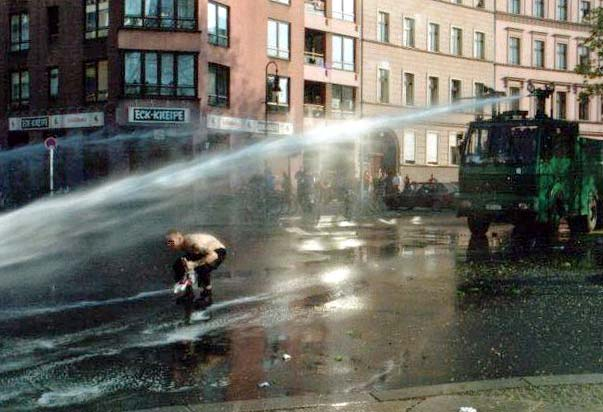
크로이츠베르크. 2001년 5월 1일 시위에서의 물대포.

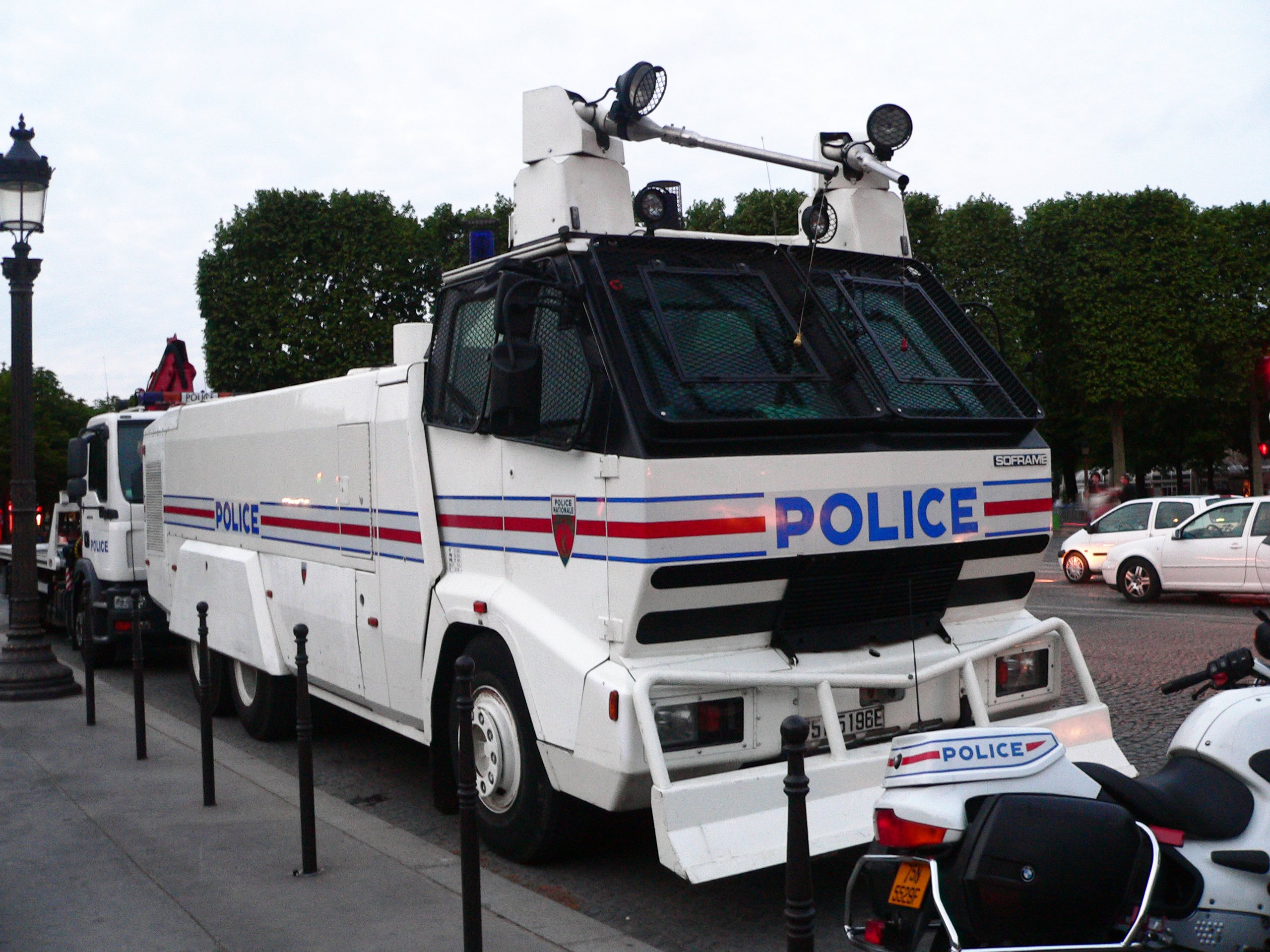
프랑스 경찰의 물대포.

#### 미국의 사례
트럭을 이용한 물대포는 미국에서 1960년 폭동을 진압하기 위하여 쓰였다. 총기와 최루탄, 진압봉보다는 안전한 진압도구였지만, 미국에서는 이후 새로운 장비의 개발, 안전성 논란 등으로 인하여 쓰이지 않게 되었다.

#### 대한민국의 사례
서울지방경찰청은 물대포가 경찰이 사용하는 진압 장구 중에서 가장 안전하다고 주장하고 있다.
2005년 APEC 정상회의 장소에서 일어난 시위 중 컨테이너위에서 쏜 물대포를 맞고도 멀쩡히 대치한 남자가 유명 하지만 2008년 한미 쇠고기 협상 내용에 대한 반대 시위 때 시위대에게 발사한 물대포로 인해 시위에 참가한 사람들 가운데 신체적 피해를 입은 사례도 많았다. 이에 따라 경찰이 진압 과정에서 안전수칙을 준수하였는지 여부에 대한 논란도 있었다.

##### 사용기준
경찰청 훈령 '경찰장비사용규칙'에는 다음과 같이 규정되어 있다.
제82조(특별관리)
⑤ 직무수행을 위하여 제1항의 장비를 사용할 때에는 다음 안전수칙을 준수하여야 한다.
7. 살수차
가. 최루탄 발사대의 발사각도를 15도 이상 유지하여 발사되는지 확인 후 사용하여야 한다.
나. 20m 이내의 근거리 시위대를 향하여 직접 살수포를 쏘아서는 안 된다.
다. 살수차는 항상 진압부대의 보호 속에서 운용되어야 하며 후진시는 유도요원의 유도에 따라 운용한다.

하지만 경찰청은 '물대포운용지침'에 물대포를 직사(直射)할 수 있다는 내용이 포함되어 있다고 주장한다.

## 같이 보기
- 방수차
- 대포